# Адамівка (Рівненський район)
Ада́мівка — село в Україні, у Рівненському районі Рівненської області. Населення становить 246 осіб.
За Польщі село відносилося до Людвипольської ґміни.

## Населення
За переписом населення 2001 року в селі мешкало 246 осіб.

### Мова
Розподіл населення за рідною мовою за даними перепису 2001 року:
| Мова       | Відсоток |
| ---------- | -------- |
| українська | 98,78 %  |
| російська  | 1,22 %   |

## Відомі люди
- Курчик Микола Якович (нар.13 травня 1924) — український повстанець, член ОУН. Учасник Норильського повстання. У неволі відбув 31 рік, 2 міс. і 25 днів (1948—1979).
- Саюк Микола Олександрович (1987—2016) — солдат Збройних сил України, учасник російсько-української війни, загинув у боях за Мар'їнку
- .Ярослав Миколайович Марчук(нар.17.06.1952 р.)-художник-монументаліст,реставратор,член Національної спілки ху-дожників України.